# Sayalonga
Sayalonga est une commune de la province de Malaga dans la communauté autonome d'Andalousie en Espagne.

## Géographie
Située dans la comarque d'Axarquía. Sur son territoire se situe l'écart de Corumbela, qui compte 300 habitants.
Le village est localisé dans la vallée du rio Algarrobo, entre Algarrobo et Cómpeta.

## Histoire
Phéniciens, Romains, Arabes se succédèrent dans le village, mettant en valeur le relief schisteux par le biais de terrasses et de l'irrigation gravitaire (acequías).

## Culture
La période musulmane (711-1487) a laissé des vestiges importants :
- le minaret arabe de Corumbela, datant du XIIe siècle;
- le réservoir de Ventorillo de la Aljibe, pouvant contenir 90 000 litres;
- le cimetière rond, unique en Espagne, datant du XVIe siècle - donc l'époque chrétienne - mais dont on trouve des exemples similaires en Kabylie notamment;
- le village, avec ses maisons blanches caractéristiques.

L'histoire du village est présentée dans le musée « El Museo Morisco ».

## Économie
Sayalonga est un village agricole. Sur ses terrasses se cultivent l'amandier, la vigne, l'olivier, le caroubier, les légumes secs. Le village s'est proclamé Paradis des nèfles dont il fête la récolte chaque année en réunissant les villages voisins sur la place principale.
Le tourisme est également une activité importante. Sayalonga est située à 8 km de la mer Méditerranée, sur la Costa del Sol.